# Maurice Lambert

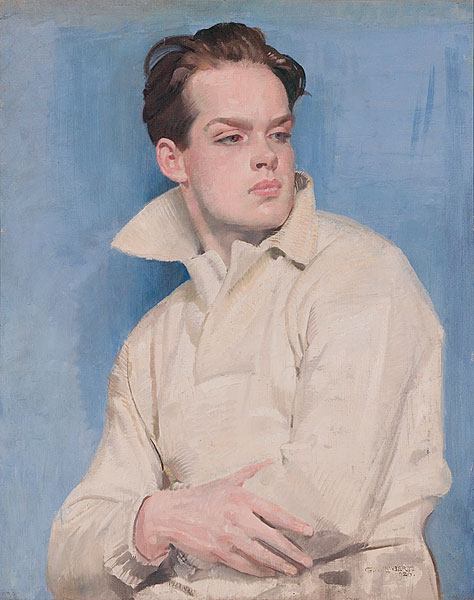
George Washington Lambert: The half-back (Der Halbstarke – Maurice, der achtzehnjährige Sohn des Künstlers), 1920. Art Gallery of South Australia, Adelaide

Maurice Prosper Lambert (* 25. Juni 1901 in Paris, Frankreich; † 17. August 1964 in London, Vereinigtes Königreich) war ein britischer Bildhauer. Er war bekannt für seine Skulpturen im öffentlichen Raum und seine Tätigkeit als Professor für Bildhauerei an der Royal Academy of Arts.

## Leben
Maurice Lambert wurde in Paris als Sohn des australischen Malers George Washington Lambert und seiner Frau Amelia Beatrice Absell geboren. Er ist der ältere Bruder des Komponisten Constant Lambert. Seine Schulausbildung erhielt er an der Manor House School in Clapham, London. Von 1918 bis 1923 absolvierte er eine Lehre bei dem Bildhauer Francis Derwent Wood und arbeitete unter anderem am Denkmal für das Maschinengewehrkorps am Hyde Park in London mit.

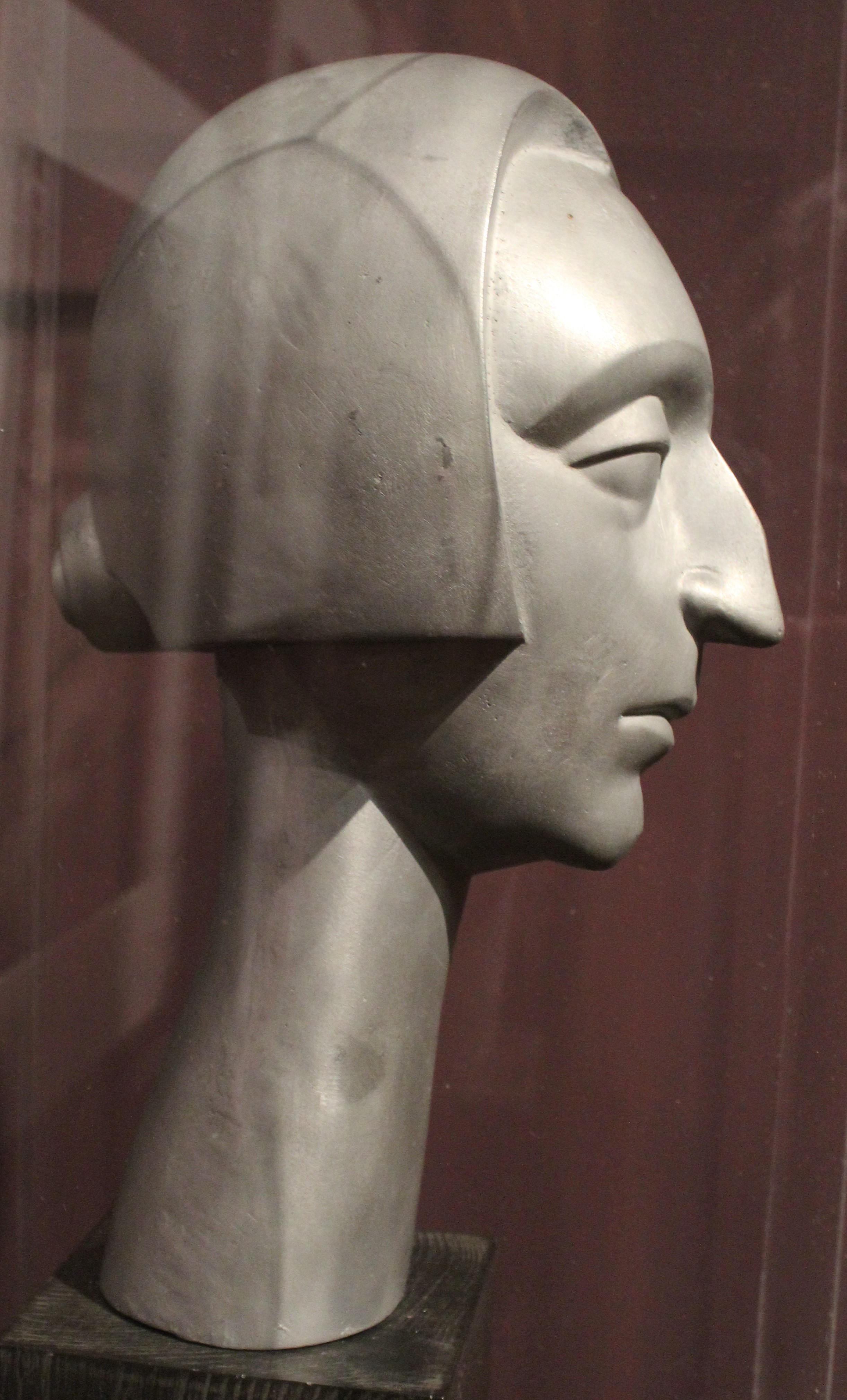
Maurice Lambert: Bildnisbüste von Edith Sitwell, 1926/27. National Portrait Gallery, London

Maurice Lambert stellte 1938 zum ersten Mal in der Royal Academy aus und wurde 1941 zum assoziierten Mitglied gewählt, obwohl der Zweite Weltkrieg seine Karriere unterbrach – Maurice Lambert diente als Hauptmann bei den Royal Welch Fusiliers. Nach dem Krieg leitete Maurice Lambert die Bildhauerschule der Royal Academy von 1950 bis 1952, dem Jahr, in dem er zum Mitglied der Akademie gewählt wurde. Lamberts Abschlussarbeit war eine eindrucksvolle Skulptur aus Paros-Marmor.

## Werk
Maurice Lambert arbeitete mit einer Vielzahl von Materialien, darunter Marmor, Alabaster, afrikanisches Hartholz, Portlandstein und Metall. Zu seinen bedeutenden Werken zählen:
- Carving in Paros Marble (ca. 1937): Diese Skulptur wurde 1952 als Diplomarbeit bei seiner Aufnahme in die Royal Academy eingereicht.
- Diana Poulton (1938): Ausgestellt an der Royal Academy, gilt dieses Werk als eines seiner erfolgreichsten.
- Skulptur für das Time & Life Building (1952): Lambert schuf eine Skulptur für den Eingang des Gebäudes in der Bruton Street, London.
- Porträt von Margot Fonteyn (1956): Diese Bronze wurde von der Royal Academy erworben und der Royal Ballet School zur Verfügung gestellt.
- Skulpturen für 33 Grosvenor Place: Lambert fertigte sechs groteske Skulpturen und zwei Spitzen für das Gebäude an.

Maurice Lambert war Mitglied der Seven and Five Society und der London Group.  Von 1950 bis 1958 war er Professor für Bildhauerei an der Royal Academy of Arts und wurde 1952 zum Royal Academician gewählt. 